# Лавови у пола цене
„Лавови у пола цене” је југословенски кратки филм из 1977. године. Режирао га је Борис Миљковић који је написао и сценарио.

## Улоге
| Глумац              | Улога |
| ------------------- | ----- |
| Предраг Лаковић     |       |
| Миливоје Мића Томић |       |